# Palacio de Anaya

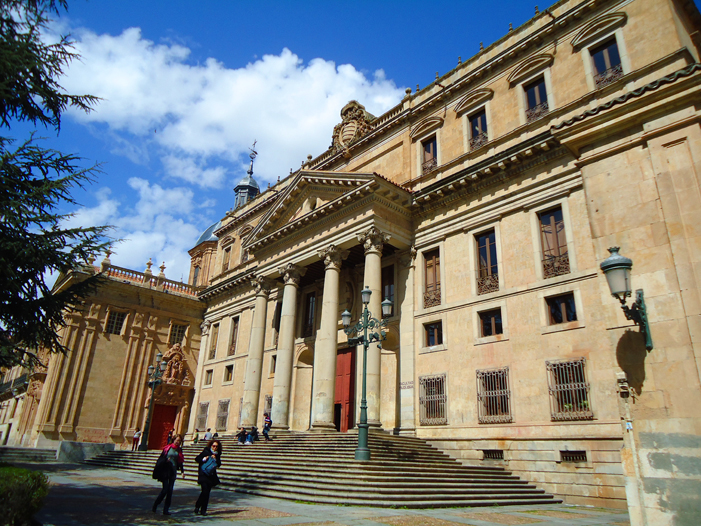
Palacio de Anaya

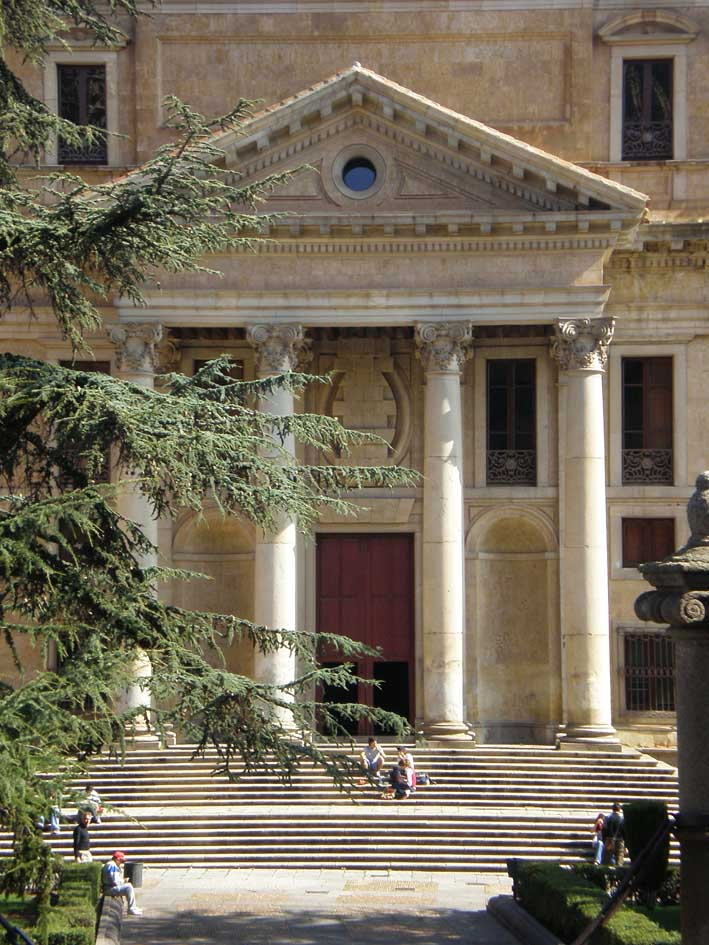
Säulen mit Giebelaufsatz

Der Palacio de Anaya in Salamanca, der Hauptstadt der gleichnamigen spanischen Provinz Salamanca in Kastilien-León, wurde Mitte des 18. Jahrhunderts errichtet. Das Gebäude an der Plaza de Anaya ist seit 2011 ein geschütztes Baudenkmal (Bien de Interés Cultural).

## Geschichte und Beschreibung
Der Palacio de Anaya wurde ab 1760 nach den Plänen der Architekten José de Hermosilla und Juan de Sagarvinaga errichtet. An seiner Stelle stand zuvor das älteste Colegio Mayor von Salamanca, das 1411 vom Erzbischof Diego de Anaya Maldonado gegründet wurde.
Eine breite Treppe führt zum Eingang, der mit vier Säulen und einem Giebel versehen ist. Der Patio ist im neoklassizistischen Stil mit Rundsäulen und offener Galerie gestaltet.

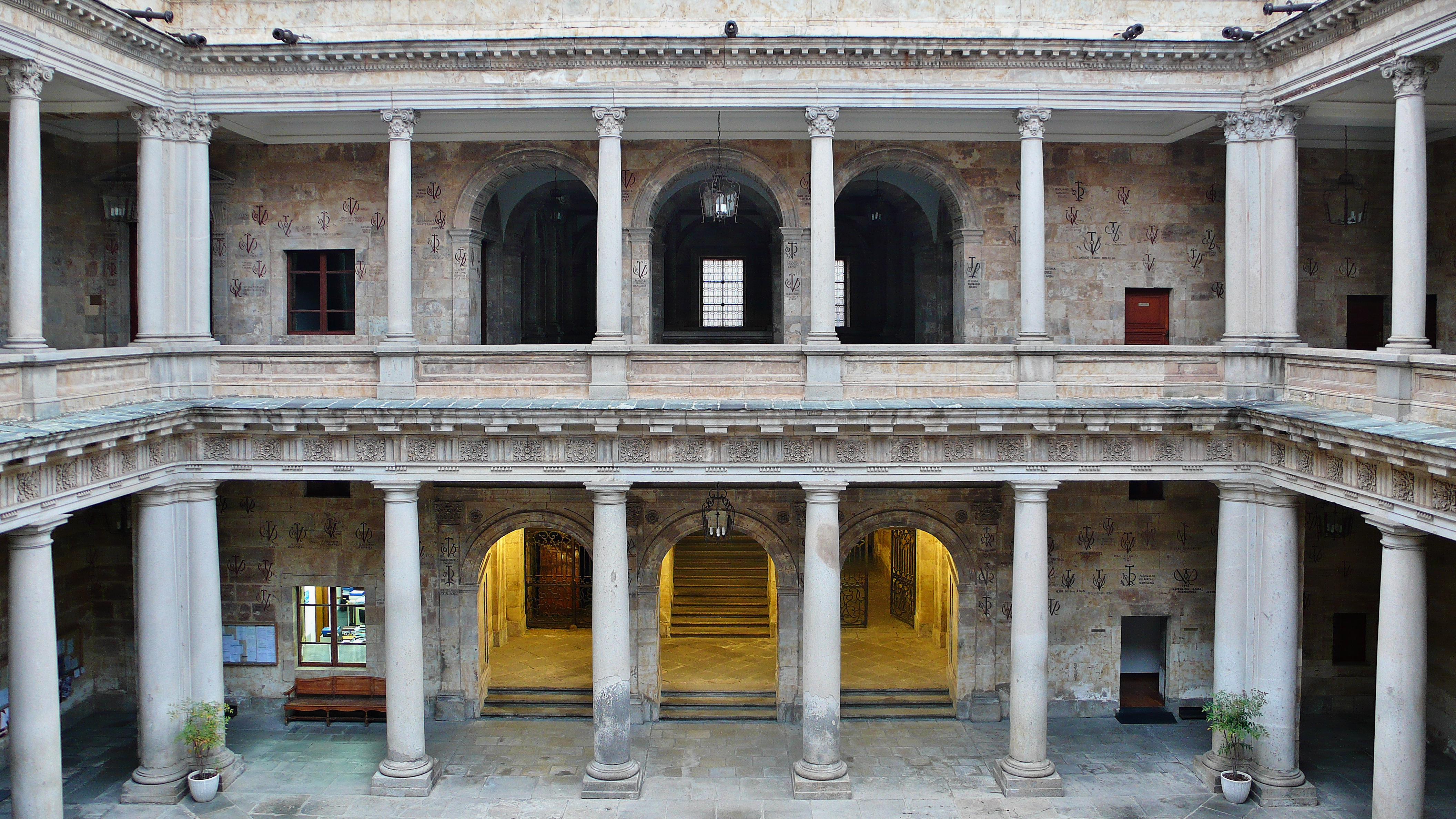
Patio

## Heutige Nutzung
In dem Gebäude befindet sich heute die Fakultät für Sprachen der Universität Salamanca mit einer Bibliothek.